# Paus Siricius
Siricius (Rome, ca. 334 – sterfplaats onbekend, 26 november 399) was de 38ste paus van de Katholieke Kerk. Hij werd na zijn dood heilig verklaard.

## Jeugdjaren
Er is maar weinig over zijn leven voor hij paus werd bekend. Siricius ("uit Siris") was een Romein, wiens vader de naam Tiburtius droeg. Op jonge leeftijd trad hij in dienst van de Katholieke Kerk en, volgens de inscriptie op zijn graf, werd hij lector en vervolgens deken van de  Kerk onder de pausen Liberius (352-366) en Damasus (366-384).

## Als paus
Na de dood van Damasus werd hij in december 384 unaniem gekozen als diens opvolger en waarschijnlijk reeds op 17 december tot bisschop van Rome gewijd.
Tegenpaus Ursinus was in de tijd van Damasus al een rivaal geweest en probeerde ook bij deze paus zijn aanspraken tot Paus te verdedigen. De West-Romeinse keizer Valentinianus II gaf in een brief aan Pinianus (23 februari 385) zijn steun aan de verkiezing en prees de piëteit van de nieuwgekozen bisschop van Rome; hiermee werden de moeilijkheden van de voorgaande twee pausen vermeden.
Ondanks het feit dat hij vaak moest gebruikmaken van het diplomatieke talent van bisschop Ambrosius van Milaan, blijkt uit Siricius' werken toch een duidelijke eigen lijn.
Onmiddellijk na zijn aanstelling zag Siricius zijn kans om zijn primaatschap over de universele Kerk te doen gelden. Er kwam namelijk een brief van bisschop Himerius van Tarragona (Spanje) voor Damasus in Rome aan, waarin deze naar Damasus' mening over vijftien punten aangaande de doop, penitentie, kerkdiscipline en het celibaat van de geestelijkheid vroeg. Siricius beantwoordde deze brief op 10 februari 385, zich ten zeerste bewust van de mogelijkheid om hiermee zijn opperste macht en autoriteit in de Kerk te doen gelden (Coustant, "Epist. Rom. Pont.", pp. 625ff.).
Deze brief van Siricius is van bijzonder belang omdat het het oudste volledig bewaarde pauselijk decreet is. Het is echter zeker dat eerdere bisschoppen van Rome ook zulke decreten uitvaardigden, want Siricius vermeldt zelf in zijn brief "algemene decreten" van Liberius die laatstgenoemde naar de provincies had gestuurd, maar deze vroegere decreten zijn niet bewaard gebleven. Tegelijkertijd gaf hij Himerius de opdracht om zijn decreten aan de naburige provincies bekend te maken, zodat ze ook daar zouden worden opgemerkt (en nagevolgd).
Onder zijn pontificaat werd een aantal kleine hervormingen doorgevoerd. Ten eerste voerde hij het pauselijk decreet in, waarmee hij beslissingen als wet op kon leggen. Ten tweede vaardigde hij twee decreten uit met betrekking tot het celibaat. Ten derde keurde hij een kleine wijziging in de canon van de bijbel door de synode van Carthago in 397 goed. Tot slot stelde hij vast dat er geen ketterdoop plaats mocht vinden, maar dat zij die van hun geloof waren gevallen, of om een andere reden opnieuw in de kerkgemeenschap opgenomen moesten worden, dit door handoplegging konden bereiken.
Siricius geldt als heilige. Zijn feestdag is 26 november de dag voor het begin van de advent, evenals zijn sterfdag trouwens. Vroeger gedacht men hem op 31 oktober.